# Ricardo Mora
Ricardo Mora Castaño (Pereira, Colombia; 24 de noviembre de 1974) es un ingeniero colombiano egresado de la Universidad Tecnológica de Pereira. Fue candidato al concejo de Pereira en el año 2019. Y es veedor ciudadano, ha realizado veeduría del Plan de Alimentación Escolar y defendido a la infancia involucrada, a los adultos mayores en Pereira y Dosquebradas.

## Biografía
Hijo del ingeniero José Joaquín Mora Tovar y Rosa María Castaño Cortes. Es hermano de Juan Manuel y Gustavo Adolfo. En grado 10 fue candidato a la vicepresidencia del Colegio Salesiano San Juan Bosco de Dosquebradas.
Fue escritor de columnas de opinión en los periódicos La tarde y El Diario del Otún.
Allí se enfocó en realizar análisis económicos de la región y además participó en la publicación  500 empresas que hacen grande a Risaralda.
Miembro del programa esta es mi opinión cual es la suya? Y productor, administrador del canal de YouTube que difundía el programa. En el programa compartió con Gilberto Tobón Sanín, Carlos Alfredo Crosthwaite Ferro, William Restrepo entre otros.

## Trayectoria política
Comenzó su carrera política en el comité de indignados en contra del cobro de valorización en Pereira en el 2014 junto con: Daniel Silva, Carlos Alfredo Crosthwaite Ferro, Mauricio Uribe, Oscar Uribe, Álvaro Franco, Diego González y muchos otros ciudadanos, se realizaron más de 12 marchas y plantones, durante todo el proceso de marchas hizo parte del comité, además organizó marchas en la ciudad de Pereira , además se realizaron demandas en contra del acuerdo de valorización, demandas interpuestas por parte de Carlos Alfredo Crosthwaite Ferro, Daniel Silva y Ricardo Mora Castaño, que terminaron hundiendo el acuerdo de valorización (acuerdo 38 de 2013) en Pereira en marzo de 2018, iniciada en la Alcaldía de Enrique Vásquez, y que finalmente tuvo que devolver la administración de Juan Pablo Gallo a través de Carlos Maya.
En 2017 denunció a un concejal de la ciudad, investigación que está en la Procuraduría general de la Nación, sin fallo hasta el año 2019.
Por medio de veedurías ciudadanas realizó el control excepcional de la contraloría de Dosquebradas, proceso que llevó a cabo la Contraloría General de la República y que generó más de 60 hallazgos: fiscales, disciplinarios y penales, en el proceso de la estampilla del adulto mayor en Dosquebradas (Risaralda).
A apoyado otras veedurías y veedores ciudadanos en el tema de la alimentación escolar, más exactamente en el programa de alimentación escolar PAE de Pereira,  Dosquebradas  y el departamento de Risaralda.
Estuvo cuando los hallazgos de “Carne cruda y sopa con gusanos: menú para estudiantes de colegio pereirano” con la Contraloría General de la República en la Institución Educativa José Antonio Galán con el contralor para lo social viendo de primera mano la problemática.
Fue gerente de la campaña a la cámara de Adriana González en el año 2018 por la coalición Colombia.
En 2019 aspiró al concejo de Pereira, con el aval del Partido Polo Democrático Alternativo . Su lucha anticorrupción se resuma en una frase «Los políticos lo que más saben es robar y son ratas», denuncia el ingeniero Mora, aspirante al concejo de Pereira

## Amenazas
El ingeniero Ricardo Mora fue amenazado de muerte por denunciar, desde diciembre del año 2019, estas amenazadas son dadas por las constantes denuncias de actividades de corrupción en la ciudad de Pereira, Dosquebradas, el departamento de Risaralda y el departamento del Chocó , hasta la fecha no se conoce los móviles de estas amenazas pero son dadas por sus constantes investigaciones, las cuales tienen contienen hallazgos fiscales, disciplinarios y penales